# Jore Van den Berghe
Jore Van den Berghe (31 maart 1992) is een Belgisch skeelerer.

## Levensloop
Van den Berghe is actief bij Zwaantjes RC Zandvoorde.
Op het wereldkampioenschap van 2011 in het Zuid-Koreaanse Yeosu behaalde hij brons (samen met Ferre Spruyt en Bart Swings) op de 3000 meter aflossing op de piste. Daarnaast behaalde het trio er ook brons op de 5000 meter aflossing op de weg. Op het WK van 2012 in het Italiaanse San Benedetto del Tronto behaalde het trio goud op de 5000 meter aflossing op de weg.
Op het Europees kampioenschap van 2013 in het Nederlandse Almere werd hij vierde op de 1000 meter en behaalde hij (samen met Tim Sibiet, Niels Provoost en Maarten Swings) zilver op de 3000 meter aflossing. In deze discipline behaalde hij op het WK van datzelfde jaar te Oostende (samen met Bart Swings, Tim Sibiet en Ferre Spruyt) goud.
Op de Wereldspelen van 2013 in het Colombiaanse Cali werd hij 5de op de 1000 meter op de piste. Op de 500 meter strandde hij in de halve finales.